# Роберт Мак
Роберт Мак (на словашки: Róbert Mak), роден на 8 март 1991 г., е словашки футболист, полузащитник, настоящ играч на австралийския ФК Сидни и националния отбор на Словакия.

## Клубна кариера

### Манчестър Сити
Мак започва да тренира футбол на 6-годишна възраст в Слован Братислава. През 2004 г. се присъединява към академията на Манчестър Сити. Успява да достигне до втория отбор на гражданите, но не записва нито минута за представителния.

### Нюрнберг
На 11 юни 2010 г. подписва договор с Нюрнберг. През първия си сезон за немския отбор, Мак записва 22 мача, и бързо се превръща в първи избор за десния фланг на нападението. На 20 ноември 2010 г. отбелязва първия си гол, при поражение с 1 – 3 от Кайзерслаутерн. В последния сезон на Мак в Нюрнберг, отборът изпада. Мак избира да продължи кариерата си в гръцкия гранд ПАОК, поради възможността на играе в Лига Европа.

### ПАОК
На 19 юли 2014 г. подписва 3-годишен договор с ПАОК. Помага на отбора да запише много силен първи полусезон, но впоследствие настъпва спад, и в края на първенството ПАОК завършва на трето място. Отбелязва 7 гола, което му отрежда трето място в листата на голмайсторите.
В квалификациите за групите на Лига Европа Мак отбелязва голове и в двата мача на ПАОК срещу Локомотив Загреб. Срещу Брьондби отбелязва хеттрик и прави 2 асистенции. В групите на Лига Европа, ПАОК попада в една група с Борусия Дортмунд, Краснодар и Габала. С добрите си игри, Мак затвърждава мястото си в отбора. ПАОК обаче се представя разочароващо, завършвайки на трето място. Във вътрешното първенство ПАОК започва неубедително, като завършва в рамките на редовния сезон завършва на 4-то място. В плейофите обаче показва много силна игра, чрез която се изкачва до второто място, даващо право на участие в Шампионската лига. На 4 март 2016 г. ПАОК играе полуфинал за Купата на Гърция срещу шампиона Олимпиакос. Мачът е изпълнен с напрежение, а Мак получава червен картон, придружен с глоба от €250 евро и редица забрани. През целия сезон изиграва 45 мача, в които отелязва 20 гола.
След успехите с екипа на Словакия на Евро 2016, Мак отказва да поднови договора си, и по време на лагер в Холандия се сбогува със съотборниците си.

### Зенит
На 22 юли 2016 г. Зенит и ПАОК официално обявяват трансфера на Мак, чиято стойност е около €3,5 милиона евро.

## Национален отбор
Първата си повиквателна за мъжкия национален отбор, Мак получава за приятелски мач срещу Дания, игран на 15 август 2012 г., но остава резерва. Дебюта си прави на 6 февруари 2013 г., в приятелски мач срещу Белгия, изгубен с 1 – 2 от Словакия. В квалификациите за Евро 2016, Мак отбелязва 2 гола. Словакия успява да се класира на Евро 2016, където се представя успешно, достигайки до 1/8-финалите, където отпада от Германия.